# Montserratstraat
De Montserratstraat (Frans: rue de Montserrat) in Brussel loopt van de de Wynantsstraat tot aan de Wolstraat. Ze is historisch het hart van de Marollen.

## Geschiedenis
Vele eeuwen lang heette de straat Bavendal, een toponiem dat al opduikt in 1310 en later vervormde tot Bovendael. In 1691 kwam er een klooster van de apostolinnen, een congregatie verwant aan de Zusters Maricolen, die gemeenzaam Marollen genoemd werden. Hoewel de zusters in 1715 verhuisden naar de Hooikaai, lieten ze hun veronderstelde naam na aan de Marollenbuurt en de Marollenstraat (Plan Clarke, 1837). Recent is evenwel betoogd dat de zusters nooit in Bovendael waren gevestigd. In 1853 volgde een derde naamswijziging omdat de Marollenstraat administratief opgenomen werd in de Minimenstraat. Na de bouw van het Justitiepaleis kreeg ze haar huidige, vierde naam. Die naam dankt de straat aan de toen al verdwenen kapel van Onze-Lieve-Vrouw van Montserrat, die naast het apostolinnenhuis lag, ongeveer op het kruispunt van de Montserratstraat en de huidige Voorzorgsstraat. Ze werd in 1689 ingehuldigd ter verering van de Zwarte Madonna van Montserrat uit Catalonië. Na de gedwongen afschaffing in 1796 werd de kapel in 1799 omgevormd tot een privéwoning.

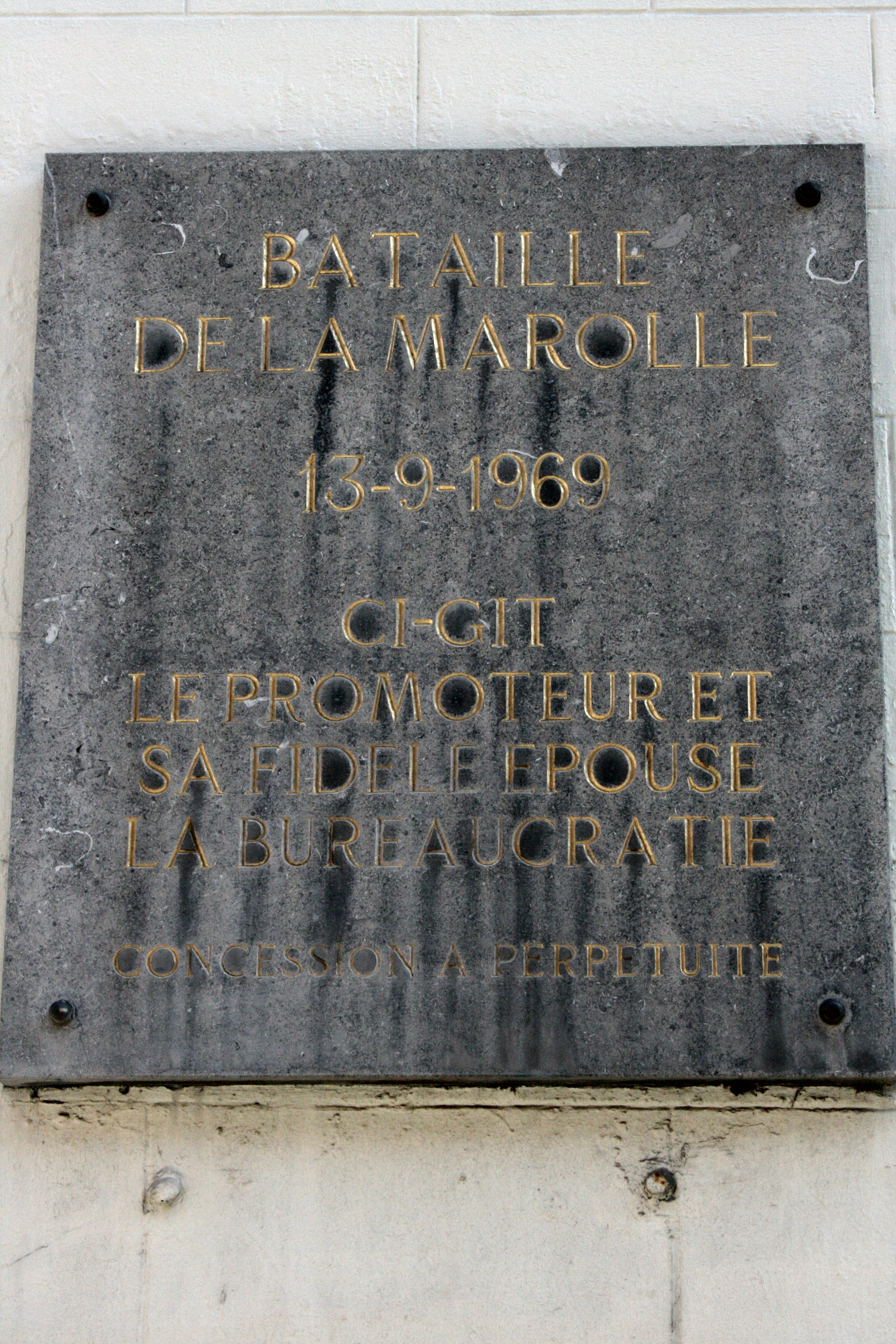
Gedenkplaat van de slag: Hier ligt de promotor en zijn trouwe echtgenote de bureaucratie. Eeuwige concessie.

In 1957 kreeg de straat terug een Montserratkapel op het gelijkvloers van een hoekhuis.
In de Montserratstraat woonden de hefstigste tegenstanders van nieuwe gerechtelijke uitbreidingsplannen in 1969. Het was op de hoek met de Voorzorgsstraat dat in 1969 een persconferentie plaatsvond tijdens de Bataille de la Marolle, een actie tegen de zogenaamde verbrusseling van de buurt. De ministers De Saeger, Snoy en Vranckx werden zo vaak aangeklampt dat ze het plan afvoerden.
Tot voor kort waren er nog geanimeerde cafés, zoals de Coq, Bij Nette van Marcel en In den Bich.

## Voetnoten
1. ↑  Valérie Verscheure, Histoire du quartier de l'église Notre-Dame de la Chapelle à Bruxelles (XIIème – XVème siècle), licentiaatsverhandeling ULB, 2000, p. 36
2. ↑  C. Van De Wiel, "Drie eeuwen apostolinnen. Archiefstukken", in: Ons Geestelijk Erf, 1979, nr. 53, p. 305. Henne en Wauters geven 1660, maar lijken zich te vergissen: zie Alexandre Henne en Alphonse Wauters, Histoire de la ville de Bruxelles, vol. III, Brussel, 1845, p. 424
3. ↑  Luc Surdiacourt, De Marollen. Een eeuwenoud misverstand, 2018
4. ↑  Jean d'Osta, Dictionnaire historique et anecdotique des rues de Bruxelles, 1986, p. 224